# S/S Siljan (1868)
S/S Siljan är ett svenskt tidigare ångvarpfartyg, som byggdes 1868 på W. Lindbergs Varvs- och Verkstads AB i Stockholm.
Siljan byggdes på beställning av Stora Kopparbergs Bergslags AB. Det återmonterades i Tunsta efter att ha fraktats på Strömsholms kanal till Smedjebacken och sedan vidare till Dalälven över land.
Hon köptes 1966 av nuvarande ägare och fortsatte med timmerbogsering till 1972. S/S Siljan k-märktes 2012.

## Bilder

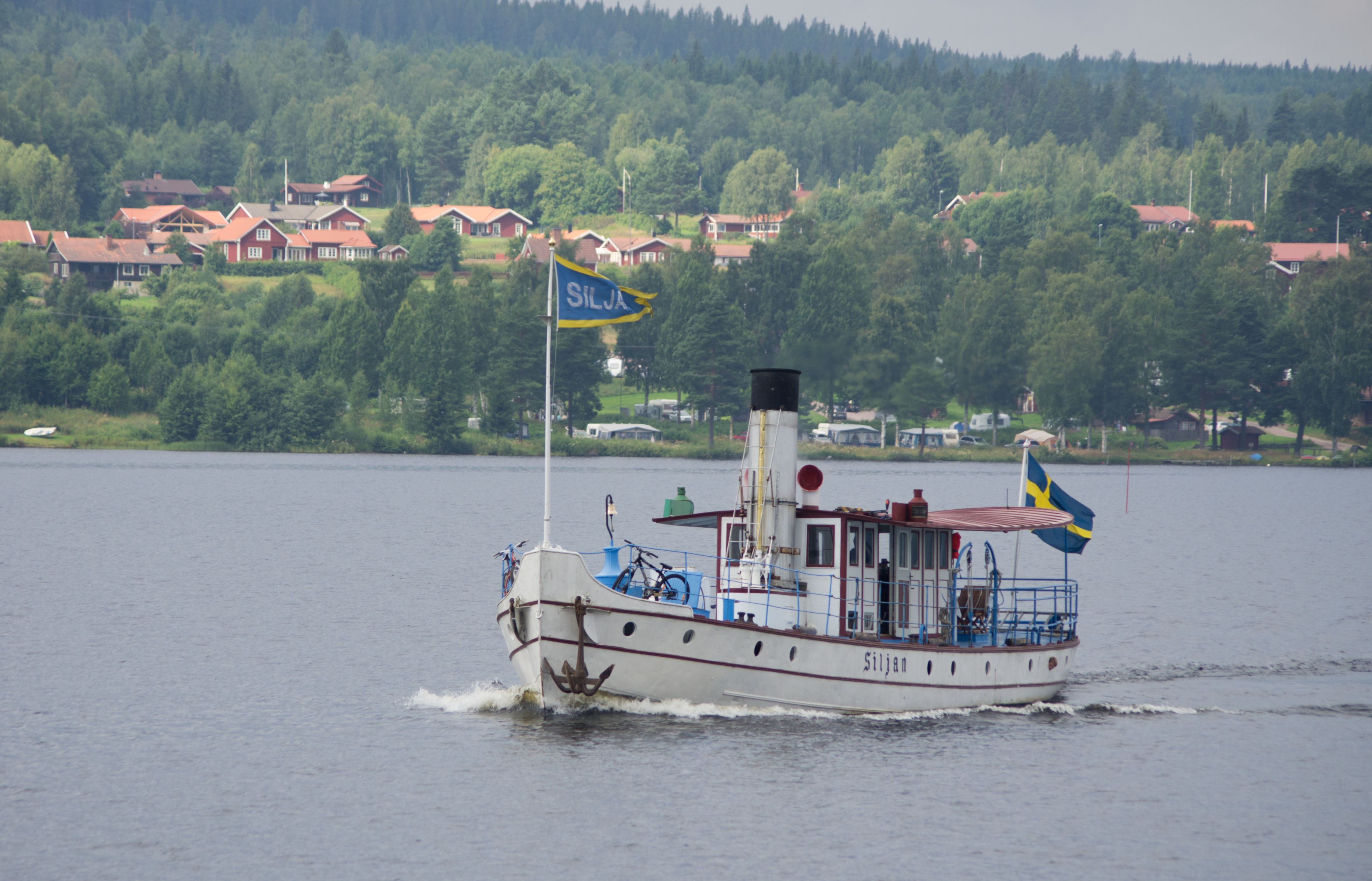
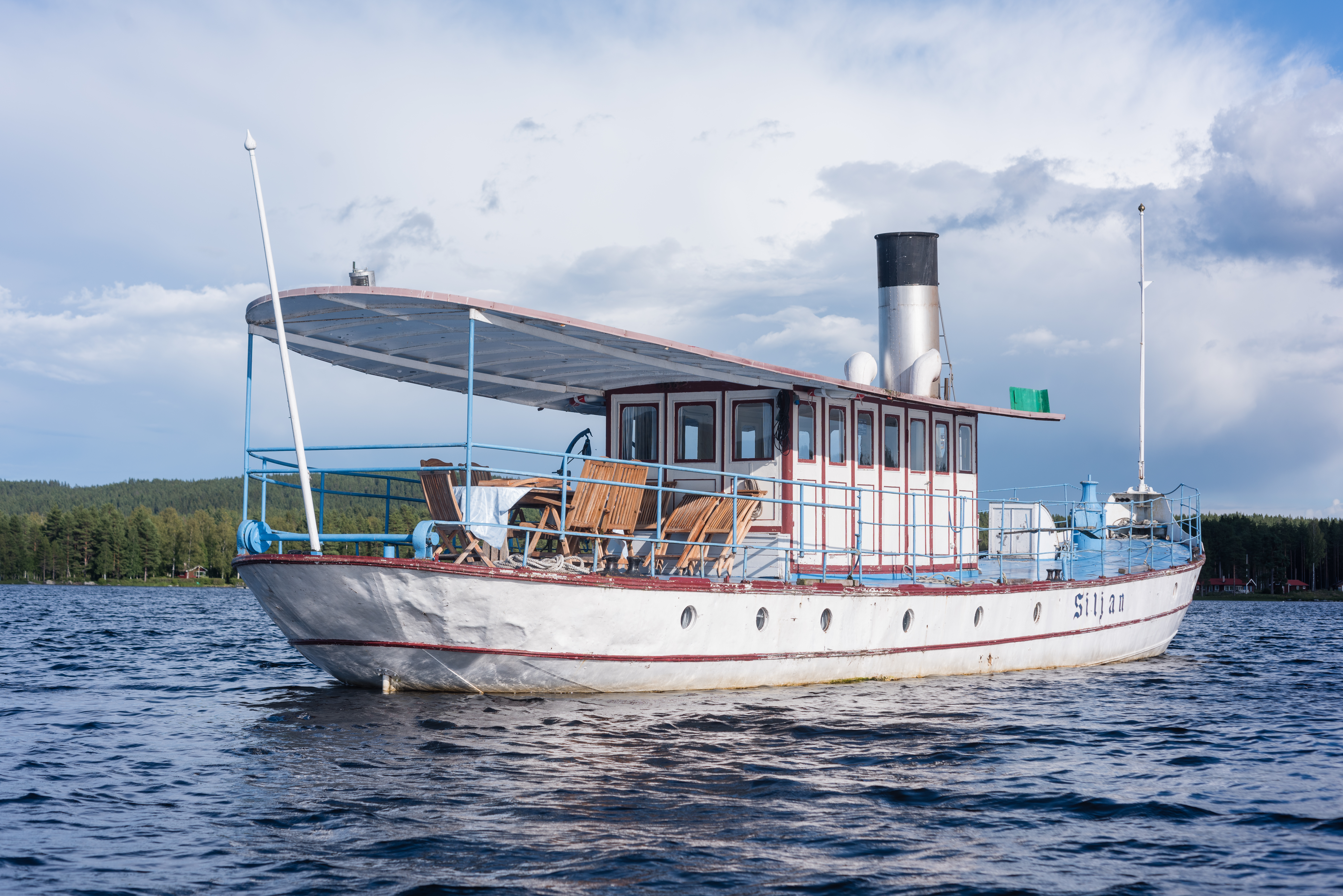
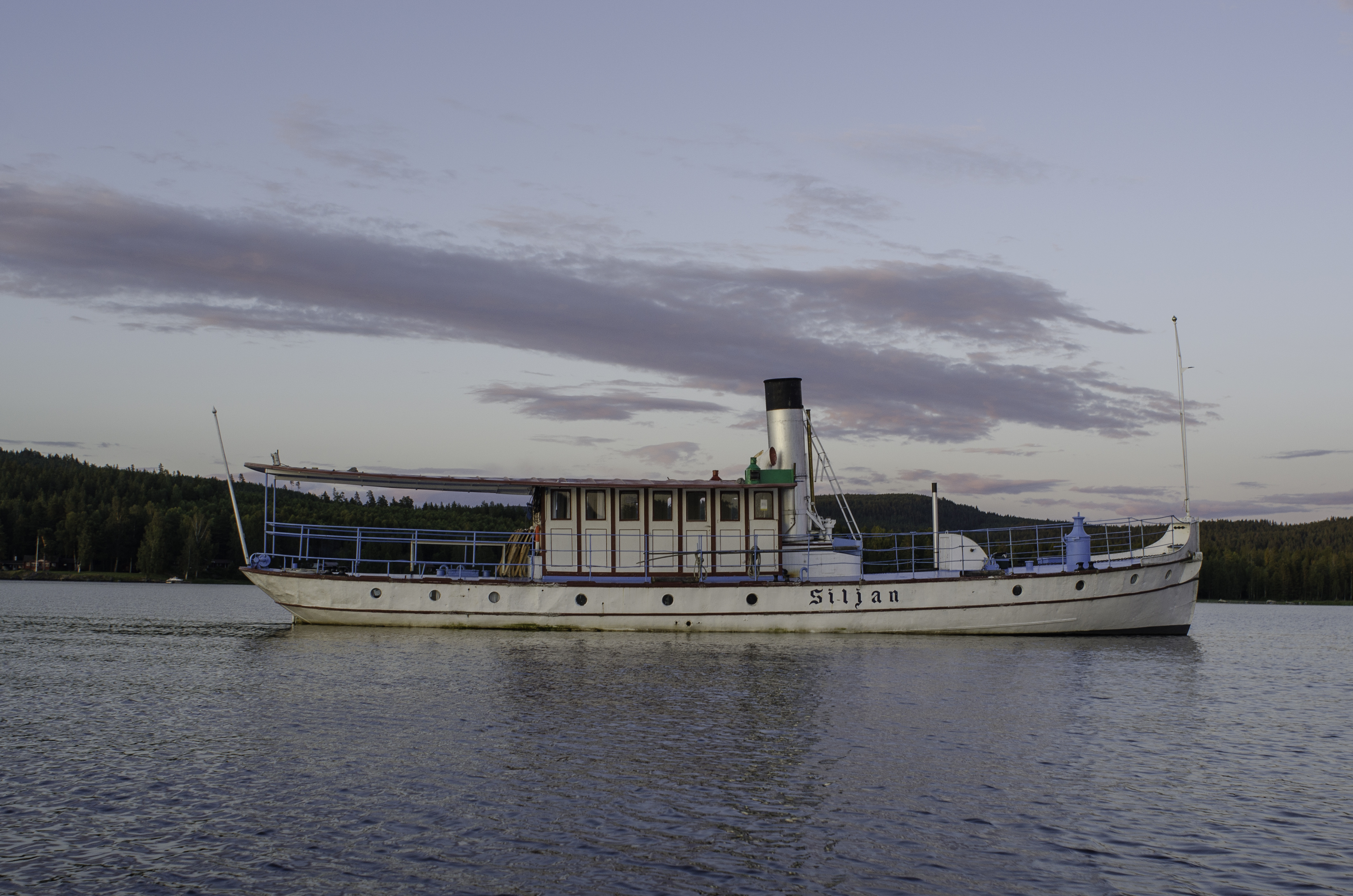
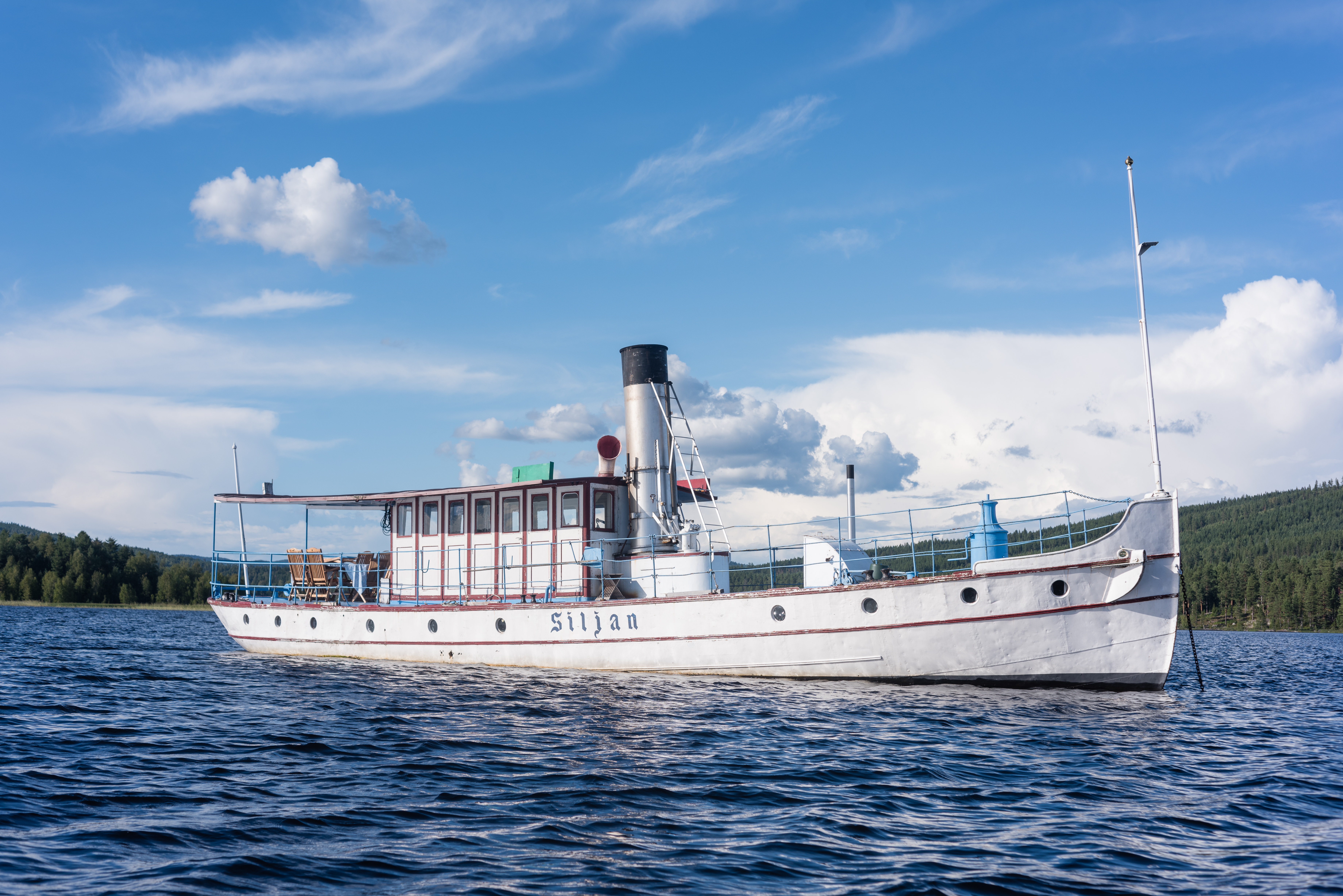